# Francesco Tebaldeschi
Francesco Tebaldeschi (ur. ?, zm. 6 września 1378) − włoski kardynał.
Niewiele wiadomo na temat pochodzenia kardynała. Wśród jego przodków wymienia się ród Stefaneschi
Sprawował funkcję kanonika, a następnie dziekana kapituły bazyliki św. Piotra na Watykanie. Papież Urban V na konsystorzu 22 września roku 1368 mianował go kardynałem prezbiterem kościoła św. Sabiny.
Nowy kardynał reprezentował papieża na uroczystości, w trakcie której cesarz Bizancjum, Jan V Paleolog, złożył wyznanie wiary i zadeklarował gotowość przejścia na katolicyzm. 19 grudnia 1370 r. Urban V zmarł. 29 grudnia rozpoczęło się konklawe, które miało wyłonić następcę zmarłego. Nowym papieżem został Pierre Roger de Beaufort, który przybrał imię Grzegorz XI. W roku 1374 nadał kardynałowi Tebaldeschiemu tytuł archiprezbitera bazyliki św. Piotra. Tak powstał przydomek nadany duchownemu przez rzymian – "Kardynał ze św. Piotra".
W styczniu 1377 Grzegorz XI powrócił ze swej dotychczasowej siedziby w Awinionie do Rzymu, co zakończyło trwającą od roku 1309 niewolę awiniońską.
7 kwietnia 1378 roku Kolegium Kardynałów rozpoczęło konklawe, mające wybrać następcę zmarłego 27 marca Grzegorza XI. Od samego początku obrady były zakłócone przez demonstracje ludu rzymskiego, domagającego się elekcji swego krajana lub Włocha. Choć kardynał Tebaldeschi był rzymianinem, elektorzy odrzucili jego kandydaturę ze względu na zły stan zdrowia. Jednak gdy drugiego dnia obrad rozruchy wymknęły się spod kontroli, postanowiono upozorować wybór popularnego "Kardynała ze św. Piotra". Domniemanego elekta przebrano w szaty pontyfikalne i posadzono na tronie papieskim, nie zważając na protesty przerażonego purpurata. Ostatecznie Tron Piotrowy objął arcybiskup Bari, Bartłomiej Prignano (jako Urban VI). Traumatyczne przeżycia, jakie stały się udziałem kardynała Tebaldeschiego, bardzo nadszarpnęły już i tak wątłe zdrowie duchownego. Dostojnik zmarł 6 września 1378 roku, a pochowano go w bazylice św. Piotra.